# Andrew Fahie
Andrew Alturo Fahie (født 7. august 1970) er en politiker fra De Britiske Jomfruøer, som var premierminster på øerne fra 2019 til 2022 og formand for partiet Virgin Islands Party fra 2016 til 2022. Han blev dømt for en række anklager vedrørende sammensværgelse om at smugle kokain til USA i 2024.
Fahie var medlem af De Britiske Jomfrumøers parlament, House of Assembly, valgt i første distrikt fra 1999 til 2022. Han blev formand for Virgin Islands Party 30. november 2016 ved et vinde et kampvalg i partiet mod den tidligere formand, Julian Fraser. Den 6. februar 2017 blev han officielt udnævnt af guvernør John Duncan til leder af oppositionen. Ved parlamentsvalget 25. februar 2019 førte Fahie sit parti til sejr og blev taget i ed som premierminister dagen efter.
Den 28. april 2022 blev Fahie arresteret i USA for anklager relateret til narkotikahandel og hvidvaskning af penge. Kort efter, den 5. maj 2022, blev han afsat som premierminister ved en næsten enstemmig afstemning i House of Assembly. Han forblev medlem af parlamentet indtil november 2022. Han blev dømt for alle anklager den 8. februar 2024.
Han omtales ofte med sit kaldenavn, the Brown Bomber.